# Oubanguia laurifolia
Oubanguia es un género monotípico de plantas fanerógamas perteneciente a la familia Lecythidaceae. Su única especie: Oubanguia laurifolia, es originaria de África occidental.

## Descripción
Es un pequeño árbol que alcanza un tamaño de 12-15 m (o más), con un tronco de hasta 60 cm de diámetro; con la corteza pelada en parches (naranja-roja); ramas angulares.

## Ecología
Se encuentra en los bosques, en las laderas de las montañas junto con Scyphocephalium mannii, Symphonia globulifera; a una altitud de  400 metros en África occidental.

## Taxonomía
Oubanguia laurifolia fue descrita por (Pierre) Pierre y publicado en Miss. Ém. Laurent 150 1905.
Sinonimia
- Egassea laurifolia Pierre
- Oubanguia klainei Tiegh.
- Oubanguia laurifolia (Pierre) Tiegh.
- Oubanguia ledermannii Engl.[3]